# Triceratopsini
Triceratopsini es una tribu de dinosaurios ornitisquios ceratópsidos casmosaurinos que vivieron a finales del período Cretácico, hace aproximadamente entre 74,73 y 66 millones de años, durante el Campaniano y el Maastrichtiano en lo que hoy es Norteamérica. Fue descrito por Nicholas R. Longrich (2011) en la descripción de Titanoceratops. Fueron los casmosaurinos más grandes, sugiriendo que el gigantismo evolucionó antes en los ceratópsidos. Además, hay una tendencia evolutiva en la solidificación de los volantes, siendo el más extremo en Triceratops.

## Sistemática
Longrich definió a Triceratopsini como "todas las especies más cercanas a Triceratops horridus que a Anchiceratops ornatus o Arrhinoceratops brachyops".
La validez de géneros recientemente conocidos han sido controversiales, algunos como: Torosaurus, Tatankaceratops, y Nedoceratops están en debate ya que pueden ser etapas ontogenéticas de Triceratops, o géneros válidos basados en morfometrías. Adicionalmente, Agathaumas, es un género dudoso debido a la naturaleza fragmentaria de su holotipo.

### Filogenia
Según la descripción de Titanoceratops. Longrich (2011) considera a Nedoceratops un sinónimo más moderno de Triceratops, otros autores lo llaman Torosaurus utahensis:
|  | Triceratops utahensis                                                        |
|  |                                                                              |
|  | \| \| Triceratops horridus \| \| \| \| \| \| Triceratops prorsus \| \| \| \| |
|  |                                                                              |
|  | Triceratops horridus                                                         |
|  |                                                                              |
|  | Triceratops prorsus                                                          |
|  |                                                                              |

|  | Triceratops horridus |
|  |                      |
|  | Triceratops prorsus  |
|  |                      |

|  | Triceratops utahensis                                                        |
|  |                                                                              |
|  | \| \| Triceratops horridus \| \| \| \| \| \| Triceratops prorsus \| \| \| \| |
|  |                                                                              |
|  | Triceratops horridus                                                         |
|  |                                                                              |
|  | Triceratops prorsus                                                          |
|  |                                                                              |

|  | Triceratops horridus |
|  |                      |
|  | Triceratops prorsus  |
|  |                      |

|  | Triceratops utahensis                                                        |
|  |                                                                              |
|  | \| \| Triceratops horridus \| \| \| \| \| \| Triceratops prorsus \| \| \| \| |
|  |                                                                              |
|  | Triceratops horridus                                                         |
|  |                                                                              |
|  | Triceratops prorsus                                                          |
|  |                                                                              |

|  | Triceratops horridus |
|  |                      |
|  | Triceratops prorsus  |
|  |                      |

|  | Triceratops utahensis                                                        |
|  |                                                                              |
|  | \| \| Triceratops horridus \| \| \| \| \| \| Triceratops prorsus \| \| \| \| |
|  |                                                                              |
|  | Triceratops horridus                                                         |
|  |                                                                              |
|  | Triceratops prorsus                                                          |
|  |                                                                              |

|  | Triceratops horridus |
|  |                      |
|  | Triceratops prorsus  |
|  |                      |

|  | Triceratops utahensis                                                        |
|  |                                                                              |
|  | \| \| Triceratops horridus \| \| \| \| \| \| Triceratops prorsus \| \| \| \| |
|  |                                                                              |
|  | Triceratops horridus                                                         |
|  |                                                                              |
|  | Triceratops prorsus                                                          |
|  |                                                                              |

|  | Triceratops horridus |
|  |                      |
|  | Triceratops prorsus  |
|  |                      |

|  | Triceratops utahensis                                                        |
|  |                                                                              |
|  | \| \| Triceratops horridus \| \| \| \| \| \| Triceratops prorsus \| \| \| \| |
|  |                                                                              |
|  | Triceratops horridus                                                         |
|  |                                                                              |
|  | Triceratops prorsus                                                          |
|  |                                                                              |

|  | Triceratops horridus |
|  |                      |
|  | Triceratops prorsus  |
|  |                      |

|  | Triceratops utahensis                                                        |
|  |                                                                              |
|  | \| \| Triceratops horridus \| \| \| \| \| \| Triceratops prorsus \| \| \| \| |
|  |                                                                              |
|  | Triceratops horridus                                                         |
|  |                                                                              |
|  | Triceratops prorsus                                                          |
|  |                                                                              |

|  | Triceratops horridus |
|  |                      |
|  | Triceratops prorsus  |
|  |                      |

|  | Triceratops utahensis                                                        |
|  |                                                                              |
|  | \| \| Triceratops horridus \| \| \| \| \| \| Triceratops prorsus \| \| \| \| |
|  |                                                                              |
|  | Triceratops horridus                                                         |
|  |                                                                              |
|  | Triceratops prorsus                                                          |
|  |                                                                              |

|  | Triceratops horridus |
|  |                      |
|  | Triceratops prorsus  |
|  |                      |

Según la descripción de Regaliceratops. Brown & Henderson (2015) encontraron que Eotriceratops y Nedoceratops sí son válidos. Hay una politomía entre Regaliceratops, Eotriceratops, Ojoceratops, y de Titanoceratops–Triceratops:
|  | Torosaurus latus     |
|  |                      |
|  | Torosaurus utahensis |
|  |                      |

|  | Triceratops horridus |
|  |                      |
|  | Triceratops prorsus  |
|  |                      |

|  | Torosaurus latus     |
|  |                      |
|  | Torosaurus utahensis |
|  |                      |

|  | Triceratops horridus |
|  |                      |
|  | Triceratops prorsus  |
|  |                      |

|  | Torosaurus latus     |
|  |                      |
|  | Torosaurus utahensis |
|  |                      |

|  | Triceratops horridus |
|  |                      |
|  | Triceratops prorsus  |
|  |                      |

|  | Torosaurus latus     |
|  |                      |
|  | Torosaurus utahensis |
|  |                      |

|  | Triceratops horridus |
|  |                      |
|  | Triceratops prorsus  |
|  |                      |

|  | Torosaurus latus     |
|  |                      |
|  | Torosaurus utahensis |
|  |                      |

|  | Triceratops horridus |
|  |                      |
|  | Triceratops prorsus  |
|  |                      |

|  | Torosaurus latus     |
|  |                      |
|  | Torosaurus utahensis |
|  |                      |

|  | Triceratops horridus |
|  |                      |
|  | Triceratops prorsus  |
|  |                      |

|  | Torosaurus latus     |
|  |                      |
|  | Torosaurus utahensis |
|  |                      |

|  | Triceratops horridus |
|  |                      |
|  | Triceratops prorsus  |
|  |                      |

|  | Torosaurus latus     |
|  |                      |
|  | Torosaurus utahensis |
|  |                      |

|  | Triceratops horridus |
|  |                      |
|  | Triceratops prorsus  |
|  |                      |

|  | Torosaurus latus     |
|  |                      |
|  | Torosaurus utahensis |
|  |                      |

|  | Triceratops horridus |
|  |                      |
|  | Triceratops prorsus  |
|  |                      |

|  | Torosaurus latus     |
|  |                      |
|  | Torosaurus utahensis |
|  |                      |

|  | Triceratops horridus |
|  |                      |
|  | Triceratops prorsus  |
|  |                      |

|  | Torosaurus latus     |
|  |                      |
|  | Torosaurus utahensis |
|  |                      |

|  | Triceratops horridus |
|  |                      |
|  | Triceratops prorsus  |
|  |                      |

|  | Torosaurus latus     |
|  |                      |
|  | Torosaurus utahensis |
|  |                      |

|  | Triceratops horridus |
|  |                      |
|  | Triceratops prorsus  |
|  |                      |

|  | Torosaurus latus     |
|  |                      |
|  | Torosaurus utahensis |
|  |                      |

|  | Triceratops horridus |
|  |                      |
|  | Triceratops prorsus  |
|  |                      |

|  | Torosaurus latus     |
|  |                      |
|  | Torosaurus utahensis |
|  |                      |

|  | Triceratops horridus |
|  |                      |
|  | Triceratops prorsus  |
|  |                      |

|  | Torosaurus latus     |
|  |                      |
|  | Torosaurus utahensis |
|  |                      |

|  | Triceratops horridus |
|  |                      |
|  | Triceratops prorsus  |
|  |                      |

|  | Torosaurus latus     |
|  |                      |
|  | Torosaurus utahensis |
|  |                      |

|  | Triceratops horridus |
|  |                      |
|  | Triceratops prorsus  |
|  |                      |

Según la descripción de Spiclypeus (Jordan Mallon et al.; 2016). Eotriceratops se excluyó de Chasmosaurinae porque se encontró que disminuye la resolución en su análisis debido a la nueva interpretación de los autores de las configuraciones epiparietales. Regaliceratops no se identificó como Triceratopsini:
|  | Ojoceratops fowleri                                                          |
|  |                                                                              |
|  | Nedoceratops hatcheri                                                        |
|  |                                                                              |
|  | Titanoceratops ouranos                                                       |
|  |                                                                              |
|  | Torosaurus latus                                                             |
|  |                                                                              |
|  | Torosaurus utahensis                                                         |
|  |                                                                              |
|  | \| \| Triceratops prorsus \| \| \| \| \| \| Triceratops horridus \| \| \| \| |
|  |                                                                              |
|  | Triceratops prorsus                                                          |
|  |                                                                              |
|  | Triceratops horridus                                                         |
|  |                                                                              |

|  | Triceratops prorsus  |
|  |                      |
|  | Triceratops horridus |
|  |                      |